# Liste des monuments historiques nationaux de la province de Santiago del Estero
Cet article recense les monuments historiques de la province de Santiago del Estero, en Argentine.

## Liste
| Monument                                                                      | Commune                        | Adresse | Coordonnées                        | Loi              | Notice | Catégorie                               | Date | Illustration                                |
| ----------------------------------------------------------------------------- | ------------------------------ | --- | ---------------------------------- | ---------------- | ------ | --------------------------------------- | ---- | ------------------------------------------- |
| Pont reliant Santiago del Estero à La Banda                                   | Santiago del Estero - La Banda | | 27° 45′ 58″ sud, 64° 16′ 17″ ouest | Loi no 25410     | 928    | Monument historique                     |      | Pont reliant Santiago del Estero à La Banda |
| Église Notre-Seigneur-des-miracles-de-Mailin                                  | Avellaneda                     | Zacarías Herrera S/N | 28° 28′ 58″ sud, 63° 16′ 35″ ouest | Décret no 1180   | 929    | Monument historique                     |      | Image manquante Téléverser                  |
| Réduction jésuite de Petacas                                                  | Copos                          | | 26° 07′ 10″ sud, 63° 42′ 17″ ouest | Décret no 112099 | 930    | Lieu historique                         |      | Image manquante Téléverser                  |
| Maison natale du poète Homero Manzi                                           | General Taboada                | Lote 6º, 1ª reserva de la estancia de Añatuya (MFR 27-3193)                                                                                                | 28° 28′ 20″ sud, 62° 51′ 12″ ouest | Loi no 25058     | 931    | Lieu historique                         |      | Image manquante Téléverser                  |
| « El Yugo »                                                                   | Loreto                         | | 28° 19′ 15″ sud, 64° 08′ 27″ ouest | Décret no 3635   | 932    | Lieu historique                         |      | Image manquante Téléverser                  |
| Église Notre-Dame-de-Lorette                                                  | Loreto                         | Mendoza 71 | 28° 18′ 03″ sud, 64° 11′ 05″ ouest | Décret no 1180   | 933    | Monument historique                     |      | Image manquante Téléverser                  |
| Réduction jésuite et fort Abipones                                            | Quebrachos                     | | 29° 14′ 35″ sud, 63° 36′ 50″ ouest | Décret no 3635   | 934    | Lieu historique                         |      | Image manquante Téléverser                  |
| Église Notre-Dame-de-la-Consolation de Sumampa                                | Sumampa                        | A 4 km. del Pueblo de Sumampa Viejo, a 241. km. de la Ciudad de Santiago del Estero por Ruta Prov. N°13 hasta Villa Ojo de Agua y luego por Ruta Nac. N°9. | 29° 23′ 07″ sud, 63° 25′ 55″ ouest | Décret no 1180   | 935    | Monument historique                     |      | Image manquante Téléverser                  |
| Vinará                                                                        | Río Hondo                      | | 27° 23′ 37″ sud, 64° 51′ 00″ ouest | Décret no 112099 | 936    | Lieu historique                         |      | Image manquante Téléverser                  |
| Tombe d'Absalon Rojas                                                         | Santiago del Estero            | Cimetière de Santiago del Estero | 27° 47′ 42″ sud, 64° 17′ 21″ ouest | Décret no 12806  | 937    | Tombe                                   |      | Image manquante Téléverser                  |
| Maison du général Antonio Taboada                                             | Santiago del Estero            | Buenos Aires 136 | 27° 47′ 15″ sud, 64° 15′ 26″ ouest | Décret no 2643   | 938    | Lieu historique                         |      | Image manquante Téléverser                  |
| Cathédrale Notre-Dame-du-Mont-Carmel                                          | Santiago del Estero            | 24 de Septiembre 55 | 27° 47′ 17″ sud, 64° 15′ 36″ ouest | Décret no 13723  | 939    | Monument historique                     |      | Cathédrale Notre-Dame-du-Mont-Carmel        |
| Cellule-chapelle de saint François Solano, au sein du couvent Saint-François. | Santiago del Estero            | Roca Sud 716 | 27° 47′ 09″ sud, 64° 15′ 20″ ouest | Décret no 123529 | 940    | Monument historique                     |      | Image manquante Téléverser                  |
| Collège Absalón Rojas                                                         | Santiago del Estero            | Libertad 857 | 27° 47′ 24″ sud, 64° 15′ 52″ ouest | Loi no 24866     | 941    | Monument historique                     |      | Image manquante Téléverser                  |
| Couvent Saint-François                                                        | Santiago del Estero            | Roca Sud 716 | 27° 47′ 09″ sud, 64° 15′ 18″ ouest | Décret no 3635   | 942    | Monument historique                     |      | Image manquante Téléverser                  |
| École du centenaire                                                           | Santiago del Estero            | Avenida Rivadavia y Córdoba | 27° 47′ 07″ sud, 64° 16′ 01″ ouest | Loi no 26635     | 943    | Bien d'intérêt historique et artistique |      | Image manquante Téléverser                  |
| Église Notre-Dame-de-la-Merci                                                 | Santiago del Estero            | 24 de Septiembre 319 | 27° 47′ 26″ sud, 64° 15′ 29″ ouest | Décret no 112099 | 944    | Monument historique                     |      | Image manquante Téléverser                  |
| Mairie de Santiago del Estero                                                 | Santiago del Estero            | Libertad 451 | 27° 47′ 14″ sud, 64° 15′ 36″ ouest | Décret no 325    | 945    | Lieu historique                         |      | Image manquante Téléverser                  |
| Bibliothèque Sarmiento                                                        | Santiago del Estero            | Libertad 674 | 27° 47′ 20″ sud, 64° 15′ 45″ ouest | Loi no 25115     | 946    | Monument historique                     |      | Image manquante Téléverser                  |